# Нильсен, Иван
Иван Нильсен (дат. Ivan Nielsen; род. 9 октября 1956, Фредериксберг) — датский футболист, защитник известный по выступлениям за «Фейеноорд», «ПСВ» и сборную Дании. Участник Чемпионата мира 1986, а также чемпионатов Европы 1980 и 1984 годов. В 1993 году Нильсен начал тренерскую карьеру.

## Клубная карьера
Нильсен начал карьеру в клубе «Фремад Амагер». В 1975 году он дебютировал за команду в первом дивизионе. По окончании года клуб вылетел во второй дивизион, но Иван остался и выступал за «Фремад Амагер» ещё три года. В 1979 году Нильсен перешёл в нидерландский «Фейеноорд». В 1980 году он завоевал с клубом Кубок Нидерландов. Через три года Иван вновь стал обладателем национального кубка, а также выиграл первенство Эредивизи. За Фейеноорд он провёл семь сезонов, сыграв более 200 матчей во всех турнирах.
В 1986 году Нильсен перешёл в ПСВ. С новым клубом он ещё трижды завоевал Кубок Нидерландов и стал чемпионом страны. В 1988 году Иван реализовал один из послематчевых пенальти в финале Кубка чемпионов против «Бенфики» и завоевал самый главный клубный трофей Европы. В 1990 году он вернулся на родину, где непродолжительное время выступал за «Фремад Амагер» и Б-1903. В 1992 году Нильсен подписал контракт с «Копенгагеном». В 1993 году он впервые выиграл датскую Суперлигу. В 1993 году Иван перешёл в «Нествед», где и завершил карьеру спустя полгода.

## Международная карьера
19 ноября 1980 года в отборочном матче мирового первенства 1982 против сборной Люксембурга Нильсен дебютировал за сборную Дании. В 1984 году Иван был включен в заявку на участие в чемпионате Европы во Франции. На турнире он принял участие во всех матчах датчан, сыграв против Испании, Бельгии, Югославии и хозяев турнира.
В 1986 году он попал в заявку на участие в чемпионате мира в Мексике. Нильсен сыграл в матчах против сборных Уругвая, Шотландии и Испании.
В 1988 году Иван во второй раз принял участие в чемпионате Европы. На турнире он сыграл во всех трёх поединках своей команды — против Испании, Италии и хозяев соревнований сборной Германии.

## Статистика

### Матчи Нильсена за сборную Дании
| Матчи Нильсена за сборную Дании | Матчи Нильсена за сборную Дании | Матчи Нильсена за сборную Дании | Матчи Нильсена за сборную Дании | Матчи Нильсена за сборную Дании | Матчи Нильсена за сборную Дании     |
| ------------------------------- | ------------------------------- | ------------------------------- | ------------------------------- | ------------------------------- | ----------------------------------- |
| №                               | Дата                            | Соперник                        | Счёт                            | Голы Нильсена                   | Соревнование                        |
| 1                               | 19 ноября 1980                  | Люксембург                      | 4:0                             | —                               | Чемпионат мира 1982 (отбор)         |
| 2                               | 14 октября 1981                 | Греция                          | 3:2                             | —                               | Чемпионат мира 1982 (отбор)         |
| 3                               | 5 мая 1982                      | Швеция                          | 1:1                             | —                               | Чемпионат Северной Европы 1981—1983 |
| 4                               | 1 сентября 1982                 | Румыния                         | 0:1                             | —                               | Товарищеский матч                   |
| 5                               | 22 сентября 1982                | Англия                          | 2:2                             | —                               | Чемпионат Европы 1984 (отбор)       |
| 6                               | 10 ноября 1982                  | Люксембург                      | 2:1                             | —                               | Чемпионат Европы 1984 (отбор)       |
| 7                               | 1 июня 1983                     | Венгрия                         | 3:1                             | —                               | Чемпионат Европы 1984 (отбор)       |
| 8                               | 7 сентября 1983                 | Франция                         | 3:1                             | —                               | Товарищеский матч                   |
| 9                               | 21 сентября 1983                | Англия                          | 1:0                             | —                               | Чемпионат Европы 1984 (отбор)       |
| 10                              | 12 октября 1983                 | Люксембург                      | 6:0                             | —                               | Чемпионат Европы 1984 (отбор)       |
| 11                              | 26 октября 1983                 | Венгрия                         | 0:1                             | —                               | Чемпионат Европы 1984 (отбор)       |
| 12                              | 16 ноября 1983                  | Греция                          | 2:0                             | —                               | Чемпионат Европы 1984 (отбор)       |
| 13                              | 14 марта 1984                   | Нидерланды                      | 0:6                             | —                               | Товарищеский матч                   |
| 14                              | 16 мая 1984                     | Чехословакия                    | 0:1                             | —                               | Товарищеский матч                   |
| 15                              | 6 июня 1984                     | Швеция                          | 1:0                             | —                               | Товарищеский матч                   |
| 16                              | 8 июня 1984                     | Болгария                        | 1:1                             | —                               | Товарищеский матч                   |
| 17                              | 12 июня 1984                    | Франция                         | 0:1                             | —                               | Чемпионат Европы 1984               |
| 18                              | 16 июня 1984                    | Югославия                       | 5:0                             | —                               | Чемпионат Европы 1984               |
| 19                              | 19 июня 1984                    | Бельгия                         | 3:2                             | —                               | Чемпионат Европы 1984               |
| 20                              | 24 июня 1984                    | Испания                         | 1:1 (4:5 пен.)                  | —                               | Чемпионат Европы 1984               |
| 21                              | 26 сентября 1984                | Норвегия                        | 1:0                             | —                               | Чемпионат мира 1986 (отбор)         |
| 22                              | 17 октября 1984                 | Швейцария                       | 0:1                             | —                               | Чемпионат мира 1986 (отбор)         |
| 23                              | 14 ноября 1984                  | Ирландия                        | 3:0                             | —                               | Чемпионат мира 1986 (отбор)         |
| 24                              | 5 июня 1985                     | СССР                            | 4:2                             | —                               | Чемпионат мира 1986 (отбор)         |
| 25                              | 11 сентября 1985                | Швеция                          | 0:3                             | —                               | Товарищеский матч                   |
| 26                              | 25 сентября 1985                | СССР                            | 0:1                             | —                               | Чемпионат мира 1986 (отбор)         |
| 27                              | 9 октября 1985                  | Швейцария                       | 0:0                             | —                               | Чемпионат мира 1986 (отбор)         |
| 28                              | 16 октября 1985                 | Норвегия                        | 5:1                             | —                               | Чемпионат мира 1986 (отбор)         |
| 29                              | 13 ноября 1985                  | Ирландия                        | 4:1                             | —                               | Чемпионат мира 1986 (отбор)         |
| 30                              | 13 мая 1986                     | Норвегия                        | 0:1                             | —                               | Товарищеский матч                   |
| 31                              | 16 мая 1986                     | Польша                          | 1:0                             | —                               | Товарищеский матч                   |
| 32                              | 4 июня 1986                     | Шотландия                       | 1:0                             | —                               | Чемпионат мира 1986                 |
| 33                              | 8 июня 1986                     | Уругвай                         | 6:1                             | —                               | Чемпионат мира 1986                 |
| 34                              | 18 июня 1986                    | Испания                         | 1:5                             | —                               | Чемпионат мира 1986                 |
| 35                              | 29 октября 1986                 | Финляндия                       | 1:0                             | —                               | Чемпионат Европы 1988 (отбор)       |
| 36                              | 12 ноября 1986                  | Чехословакия                    | 0:0                             | —                               | Чемпионат Европы 1988 (отбор)       |
| 37                              | 29 апреля 1987                  | Финляндия                       | 1:0                             | —                               | Чемпионат Европы 1988 (отбор)       |
| 38                              | 3 июня 1987                     | Чехословакия                    | 1:1                             | —                               | Чемпионат Европы 1988 (отбор)       |
| 39                              | 9 сентября 1987                 | Уэльс                           | 0:1                             | —                               | Чемпионат Европы 1988 (отбор)       |
| 40                              | 23 сентября 1987                | ФРГ                             | 0:1                             | —                               | Товарищеский матч                   |
| 41                              | 14 октября 1987                 | Уэльс                           | 1:0                             | —                               | Чемпионат Европы 1988 (отбор)       |
| 42                              | 1 июня 1988                     | Чехословакия                    | 0:1                             | —                               | Товарищеский матч                   |
| 43                              | 11 июня 1988                    | Испания                         | 2:3                             | —                               | Чемпионат Европы 1988               |
| 44                              | 14 июня 1988                    | ФРГ                             | 0:2                             | —                               | Чемпионат Европы 1988               |
| 45                              | 17 июня 1988                    | Италия                          | 0:2                             | —                               | Чемпионат Европы 1988               |
| 46                              | 7 июня 1989                     | Англия                          | 1:1                             | —                               | Товарищеский матч                   |
| 47                              | 14 июня 1989                    | Швеция                          | 6:0                             | —                               | Товарищеский матч                   |
| 48                              | 18 июня 1989                    | Бразилия                        | 4:0                             | —                               | Товарищеский матч                   |
| 49                              | 6 сентября 1989                 | Нидерланды                      | 2:2                             | —                               | Товарищеский матч                   |
| 50                              | 11 октября 1989                 | Румыния                         | 3:0                             | —                               | Чемпионат мира 1990 (отбор)         |
| 51                              | 15 ноября 1989                  | Румыния                         | 1:3                             | —                               | Чемпионат мира 1990 (отбор)         |

Итого: 51 матч / 0 голов; 25 побед, 8 ничьих, 18 поражений.

## Достижения
«Фейеноорд»
- Чемпионат Нидерландов по футболу — 1984
- Обладатель Кубка Нидерландов — 1980, 1984

ПСВ
- Чемпионат Нидерландов по футболу — 1987, 1988, 1989
- Обладатель Кубка Нидерландов — 1988, 1989, 1990
- Обладатель Кубка чемпионов — 1987/1988

«Копенгаген»
- Чемпионат Дании по футболу — 1992/93